# I Know (I Know)
I Know (I Know) è un brano scritto ed interpretato da John Lennon, pubblicato sul suo album Mind Games del 1973.

## Il brano

### Storia e composizione
Il brano è una ballata, in cui Lennon continua l'esplorazione di un genere presente nei suoi lavori a partire da John Lennon/Plastic Ono Band del 1970. Nella sua intervista a Playboy del 1980, l'autore la considerò come un brano da niente, anche se probabilmente parla della sua relazione con Yōko Ono, in bilico nel momento della composizione del brano. Anche se la coppia stava lottando per poter rimarere negli USA dall'inizio dell'anno, il matrimonio dei due stava fallendo, per cui la Ono consigliò al marito, ad ottobre, quindi al momento di pubblicazione di Mind Games, di partire con la loro segretaria May Pang. I due vanno a Los Angeles, dove il chitarrista visse il suo lost weekend, durante il quale registrò una prima versione di John Lennon - Rock 'n' Roll, prodotta da Phil Spector, e passò molto tempo a bere alcool in locali assieme a Ringo Starr, Harry Nilsson e gli Hollywood Vampires. Fu proprio durante la festa per la realizzazione dell'album Pussy Cats del secondo che gli giunse la notizie che poteva tornare dalla Ono, da parte di Paul McCartney. Ugualmente, tutto il 1974 Lennon lo passò ancora con la Pang a LA. In quell'anno, registrò e pubblicò il 33 giri Walls and Bridges, nel quale il figlio Julian suona una parte di batteria; è celebre anche l'avvistamento di un UFO da parte di John. Lennon ritornò alla residenza della coppia al Dakota Building nel 1975, dopo aver parlato con la moglie dietro le quinte di un concerto con Elton John.
Il titolo, ripetuto fra le parentesi, è stato ipotizzato come un messaggio a McCartney; infatti, il polistrumentista aveva incluso il brano Some People Never Know sull'album Wild Life dei Wings del 1971. Il testo della canzone parlava di persone che non capiscono cosa voglia dire amare, per cui I Know (I Know) potrebbe essere la risposta di Lennon, che probabilmente considerava il brano di Paul come un riferimento alla sua relazione con Yoko.

### Registrazione e pubblicazione
Un demo del brano venne registrato prima delle sedute per Mind Games, all'inizio dell'estate 1973. Dopo due false partenze, Lennon eseguì la canzone due volte. Questo nastro è stato incluso sul box set John Lennon Anthology del 1998. Il brano, nella versione di Mind Games, venne registrato tra luglio ed agosto 1973, sotto la produzione di John Lennon.
I Know (I Know) venne pubblicata come decima traccia di Mind Games; l'album uscì alla fine del '73.  In generale, la canzone ebbe buone critiche, ed è stata considerata, da alcuni, come l'unica ballata presente sull'LP.

## Formazione

### Versione suMind Games
- John Lennon: voce, chitarra
- David Spinozza: chitarra
- Gordon Edwards: basso elettrico
- Ken Ascher: tastiere
- Jim Keltner: batteria[1]

### Versione suJohn Lennon Anthology
- John Lennon: voce, steel guitar acustica[1]